# 松井珠紗
松井 珠紗（まつい みさ、2000年5月17日 - ）は、日本の女性プロレスラー、女優。神奈川県川崎市出身。マリーゴールド所属。血液型O型。女優としては劇団水色革命に所属していたが、現在はフリー。

## 来歴
2013年から2015年まで劇団東俳所属。2017年までフリーで活動したのち2018年3月からMARU主宰の劇団水色革命所属。主宰のMARU自身が元プロレスラーであり、舞台も女子プロレスラーの出演がある、劇団員にも練習生がいるなどという環境の中で、自然と女子プロレスという晴れ舞台に目が向くようになる。
2か月の練習期間を経て、2018年11月15日、東京・後楽園ホール大会での堀田祐美子 vs 櫻井裕子 vs 林亜佑美 vs 松井珠紗戦という変則4WAYマッチでデビュー。
その後2019年1月24日、東京・新木場1stRINGで堀田祐美子とシングルマッチで対戦するが、見事に何もできずに惨敗。堀田からは「プロレスを甘く見るなよ。私を倒す倒さないとか、そういうことじゃなくて、まずは怪我をしないこと。まだやって2ヶ月として、まあ2ヶ月でデビューするのもおかしなこととして……」と公開叱咤されてしまった。
2021年12月31日、アクトレスガールズのプロレス活動終了およびBeginning、Color’s解散。アクトレスガールズに留まる意向を発表し、プロレスラーとしての活動は事実上終了する。
2023年6月10日公開の「ヤンマガWeb」における「戦う女グラフィティ」企画において水着グラビアを披露した。
2024年4月30日、新団体「マリーゴールド」に入団。これに伴いプロレス活動に復帰。
5月20日、マリーゴールド旗揚げ戦では翔月なつみと組み、ともにプロレスデビュー戦となる天麗皇希＆後藤智香組と対戦するも敗北。
6月11日、タッグマッチで翔月をフォールすると、新設のマリーゴールド・スーパーフライ級王座の獲得を宣言。これに翔月が反応し、初代王座決定トーナメントの開催が決定。6月15日の1回戦でマイラ・グレースを下し、7月13日の両国国技館大会で行われる王座決定戦に駒を進める。
7月13日、両国国技館で行われた初代王座決定戦では翔月に敗れ、ベルト初戴冠はならなかった。

## 人物
ポジティブ思考。運動神経があるほうでもなく、身の丈も大きくないが空気感をつかむのがうまいと評価されている。得意技は丸め込み技と相手の隙をついた固め技。
スリーサイズは上から88・65・87。

## 得意技
ジャパニーズレッグロールクラッチ
ムーンサルトプレス
ヨーロピアン・クラッチ
MKD（松井かわいいドライバー）
MMB（松井珠紗ボム） ※ヨシタニックと同じ
マ・ツイカワイストラル
ドロップキック
クロス・ボディ
ダイビング・フットスタンプ
卍固め
MARUMARUスープレックス